# Belchior
Pour les articles homonymes, voir Nuno Santos, Santos (homonymie) et Belchior (homonymie).
Nuno Ricardo Santos Belchior dit Belchior, né le 9 octobre 1982 à Barreiro, est un joueur de beach soccer portugais évoluant au poste d'attaquant au Sporting Portugal.

## Histoire
Au début de sa carrière Belchior est comparé à Cristiano Ronaldo pour ses dribbles.
En 2013, il remporte le championnat des Émirats arabes unis sous les couleurs d'Al-Ahli Dubai avec son compatriote Madjer. Le binôme portugais participe ensuite à la Coupe du monde des clubs 2013 avec le club arabe.

## Palmarès

### En sélection
- Coupe du monde de beach soccer (1)
- Vainqueur en 2015
  - Finaliste en 2005
  - 3e en 2003, 2004, 2008, 2009 et 2011

- Euro Beach Soccer League (3) : 
  - Vainqueur en 2007, 2008, 2010
  - Finaliste en 2004, 2005, 2006, 2009, 2013
  - 3e en 2003, 2011

- Mundialito (4) : 
  - Vainqueur en 2003, 2008, 2009 et 2012
  - Finaliste en 2005, 2006, 2007, 2010, 2011 et 2013

- Euro Beach Soccer Cup (3) : 
  - Vainqueur en 2003, 2004 et 2006
  - Finaliste en 2010 et 2012
  - 3e en 2005, 2007 et 2009

- Jeux européens
  - Vainqueur en 2019
  - Troisième en 2015

- Jeux méditerranéens de plage
  - Finaliste en 2019

### En club
- Cavalieri del Mare
  - Vainqueur de la Supercoupe d'Italie en 2008

- Sporting Portugal
  - Vice-champion du Portugal en 2011
  - Finaliste de la Coupe du monde des clubs en 2011

- Lokomotiv Moscou
  - Vainqueur de l'Euro Winners Cup 2013

- Al-Ahli Club
  - Champion des Émirats arabes unis en 2013

### Individuel
- BSWW Mundialito
  - Meilleur joueur en 2011
  - Meilleur buteur en 2011 et 2013

- Italie[4]
  - Meilleur buteur de la Coupe d'Italie en 2012